# Yvonne Desportes
Yvonne Desportes   (Coburg, 18 de juliol de 1907 - París, 29 de desembre de 1993) va ser una compositora francesa.

## Biografia
Filla del director d'orquestra i compositor Émile Desportes. Va estudiar al Conservatori de París, on va tenir professors com Jean i Noël Gallon, Yvonne Lefébure i Alfred Cortot per a piano, i Marcel Dupré i Paul Dukas per composició. L'any 1932 va guanyar el Prix de Rome amb la cantata Le Pardon. Aquesta cantata va ser guardonada especialment per la seva estructura cíclica unificada.
El 1943 va esdevenir professora del Conservatori de París, lloc on ensenyaria durant 35 anys. Primer va donar classes de solfeig (del 1943 al 1959), i uns anys més tard, al 1943, també donaria lliçons de contrapunt i fuga fins a l'any 1978. Va esdevenir una reconeguda professora, i va publicar diversos treballs relacionats amb la pedagogia, tant de vessant teòric (harmonia i solfeig) com pràctic.
Tot i el seu vessant docent, també va mantenir una prolífica carrera com a compositora, i va escriure unes 500 obres. Va compondre en diversos gèneres, però la seva major producció va ser instrumental (per exemple, va compondre 3 simfonies), però especialment té molta música de cambra per a vent i percussió.
Quant a l'estil, les seves composicions es caracteritzen per ser vives, brillants, descriptives i amb un toc d'humor. Va rebre la influència de la intensitat de Stravinski i del Grup dels Cinc, i va intentar allunyar-se de l'estil més transparent del neoclassicisme francès. La seva imaginació musical, que abastava una gran varietat de combinacions i recursos de so, com el so electrònic, va ser elogiada per Jacques Chailley.
La majoria dels seus treballs es van interpretar àmpliament, i de fet, van ser transmesos per la ràdio francesa, però tot i això encara segueix sent subestimada com a compositora d'òpera. L'any 1939 va compondre la seva primera òpera titulada Maître Cornélius. Va ser acceptada per l'Òpera de París, però després de l'Alliberament de París es va rebutjar i no es va representar. Millor sort va córrer la seva segona òpera, Le forgeur de merveilles, que va ser acceptada per l'Òpera de Lió i es va transmetre per la ràdio francesa el 30 de juny de 1967, dirigida per Jean Giraudeau.
Yvonne Desportes podria ser després de Lili Boulanger una de les dones compositores més importants la seva generació.

## Selecció d'obres

### Música escènica
- Trifaldin (ballet), 1934
- Le rossignol et l'orvet (scène lyrique, G. Cherau), 1936
- Les sept péchés capitaux (ballet), 1938
- Maître Cornélius, 1939–40
- La farce du carabinier, 1943
- La chanson de Mimi Pinson (opérette), 1952
- Symphonie (ballet mécanique), 1961
- Le forgeur de merveilles, 1965

### Orquestra
- Variations symphoniques (piano i orquestra), 1942

- Caprice champêtre (violí i orquestra) 1995
- A bâtons rompus (concert per a percussió i orquestra), 1957
- 3 simfonies, 1958, 1964, 1969
- Le tambourineur (concert per a percussió i orquestra), 1960
- L'exploit de la coulisse (concert per a trombó i orquestra), 1969
- Variations sur le nom de Beethoven, 1974

### Vocal
- Le pardon (cantata), 1932
- Requiem, 1950
- Ambiances, 1962
- Discordances, 1966
- Les importuns familiers, 1967
- Le bal des onomatopées, 976

### Cambra
- Aubade (flaura, violí, viola i clavicèmbal), 1946
- Divertissement (4 saxos i piano), 1948
- Vision cosmique (3 percussions), 1963
- Idoles au rebut (piano), 1975
- Plein air (4 saxos), 1975
- Sérénade exotique (octet de vent), 1975
- Per sa pia (percussió, saxo i piano), 1978